# Rhynchophora phillipsonii
Rhynchophora phillipsonii är en tvåhjärtbladig växtart som beskrevs av W.R.Anderson. Rhynchophora phillipsonii ingår i släktet Rhynchophora och familjen Malpighiaceae. Inga underarter finns listade i Catalogue of Life.